# Lista de distritos de Conceição do Mato Dentro

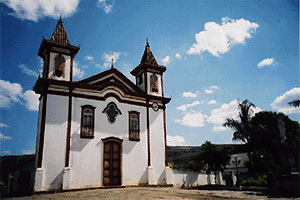
Igreja Matriz de Conceição do Mato Dentro, situada no distrito-sede.

Essa é a lista de distritos de Conceição do Mato Dentro, que são uma divisão oficial do município brasileiro supracitado, localizado no interior do estado de Minas Gerais. As subdivisões estão de acordo com a Fundação João Pinheiro (FJP), em associação com dados dos censos demográficos realizados pelo Instituto Brasileiro de Geografia e Estatística (IBGE). O distrito-sede, que é onde se encontram muitos dos bairros de Conceição do Mato Dentro e o centro da cidade, foi criado pelo alvará de 16 de janeiro de 1750, então pertencente a Serro.
Conceição do Mato Dentro foi elevada à condição de vila pela lei provincial nº 171 de 23 de março de 1840 e reconhecida como cidade pela lei provincial nº 533 de 10 de outubro de 1851. Desde então, ocorreram a criação e desmembramento de diversos distritos do município, sendo que as últimas emancipações foram de Congonhas do Norte, Santo Antônio do Rio Abaixo e São Sebastião do Rio Preto, desmembrados em 30 de dezembro de 1962. De acordo com a Fundação João Pinheiro, restavam 13 distritos em 2024, sendo que o distrito-sede era o mais populoso segundo o IBGE em 2022, contando com 16 722 habitantes, seguido por Itacolomi, com 902 moradores.

## Distritos de Conceição do Mato Dentro
| Distrito                                 | Código IBGE | Área (km²) | Habitantes (2022) | Domicílios particulares (2022) | Data de criação        |          |           |       |     |     |                        |
| ---------------------------------------- | ----------- | ---------- | ----------------- | ------------------------------ | ---------------------- | -------- | --------- | ----- | --- | --- | ---------------------- |
| Distrito                                 | Código IBGE | Área (km²) | Habitantes (2022) | Domicílios particulares (2022) | Data de criação        | Brejaúba | 311750410 | 98,01 | 551 | 201 | 23 de setembro de 1882 |
| Capitão Felizardo                        | 311750445   | 174,15     | 403               | 142                            | 4 de novembro de 2020  |          |           |       |     |     |                        |
| Conceição do Mato Dentro (distrito-sede) | 311750405   | 423,97     | 16 722            | 5 705                          | -                      |          |           |       |     |     |                        |
| Córregos                                 | 311750415   | 153,57     | 462               | 189                            | 8 de junho de 1858     |          |           |       |     |     |                        |
| Costa Sena                               | 311750420   | 171,31     | 772               | 249                            | 15 de julho de 1872    |          |           |       |     |     |                        |
| Itacolomi                                | 311750425   | 171,01     | 902               | 311                            | 27 de dezembro de 1948 |          |           |       |     |     |                        |
| Ouro Fino do Mato Dentro                 | 311750428   | 72,91      | 556               | 192                            | 30 de setembro de 2003 |          |           |       |     |     |                        |
| Santo Antônio do Cruzeiro                | 311750432   | 80,58      | 245               | 100                            | 21 de novembro de 2007 |          |           |       |     |     |                        |
| Santo Antônio do Norte                   | 311750430   | 90,76      | 755               | 249                            | 8 de junho de 1858     |          |           |       |     |     |                        |
| São Sebastião do Bonsucesso              | 311750435   | 109,23     | 435               | 157                            | 30 de dezembro de 1962 |          |           |       |     |     |                        |
| Senhora do Socorro                       | 311750436   | 44,69      | 267               | 102                            | 30 de março de 2004    |          |           |       |     |     |                        |
| Tabuleiro do Mato Dentro                 | 311750440   | 87,76      | 683               | 238                            | 30 de setembro de 2003 |          |           |       |     |     |                        |
| Três Barras do Mato Dentro               | 311750450   | 40,79      | 410               | 127                            | 4 de novembro de 2020  |          |           |       |     |     |                        |